# Ben Williams (fodboldspiller)
 Der er flere personer med dette navn, se Ben Williams.
Benjamin Philip "Ben" Williams (født 27. august 1982 i Manchester, Greater Manchester, England) er en engelsk fodboldspiller der i øjeblikket spiller som målmand for Blackpool. Tidligere i karrieren har han blandt andet spillet for Crewe og Colchester.

## Karriere
Han startede sin karriere på Manchester Uniteds reservehold, hvor han lavede nogle få optrædener og var på bænken i et par kampe, når Fabien Barthez havde skader. Williams har været lånt ud til forskellige klubber; Coventry City, Chesterfield og Crewe Alexandra.